# 에마 마일스
에마 마일스(영어: Emma Myles, 1987년 6월 30일 ~ )는 미국의 배우이다. 드라마 《오렌지 이즈 더 뉴 블랙》에서 펜사터키의 쫄따구 리앤 역으로 출연했다.